# Calceolaria nevadensis
Calceolaria nevadensis är en toffelblomsväxtart. Calceolaria nevadensis ingår i släktet toffelblommor, och familjen toffelblomsväxter.

## Underarter
Arten delas in i följande underarter:
- C. n. meridensis
- C. n. nevadensis